# Sociedad Española de Reumatología
La Sociedad Española de Reumatología (SER)  es una entidad científica española cuyo objeto es fomentar el estudio de los reumatismos en España, y de los problemas médicos relacionados con ellos.
La SER fue constituida en 1948, como reacción al interés de los médicos españoles por encauzar las actividades científicas de esta rama de la medicina en España y resolver los importantes problemas que planteaban las enfermedades reumaticas. Forman parte de la Sociedad Española de Reumatología cerca de 2.000 profesionales relacionados con la reumatología. 

## Historia

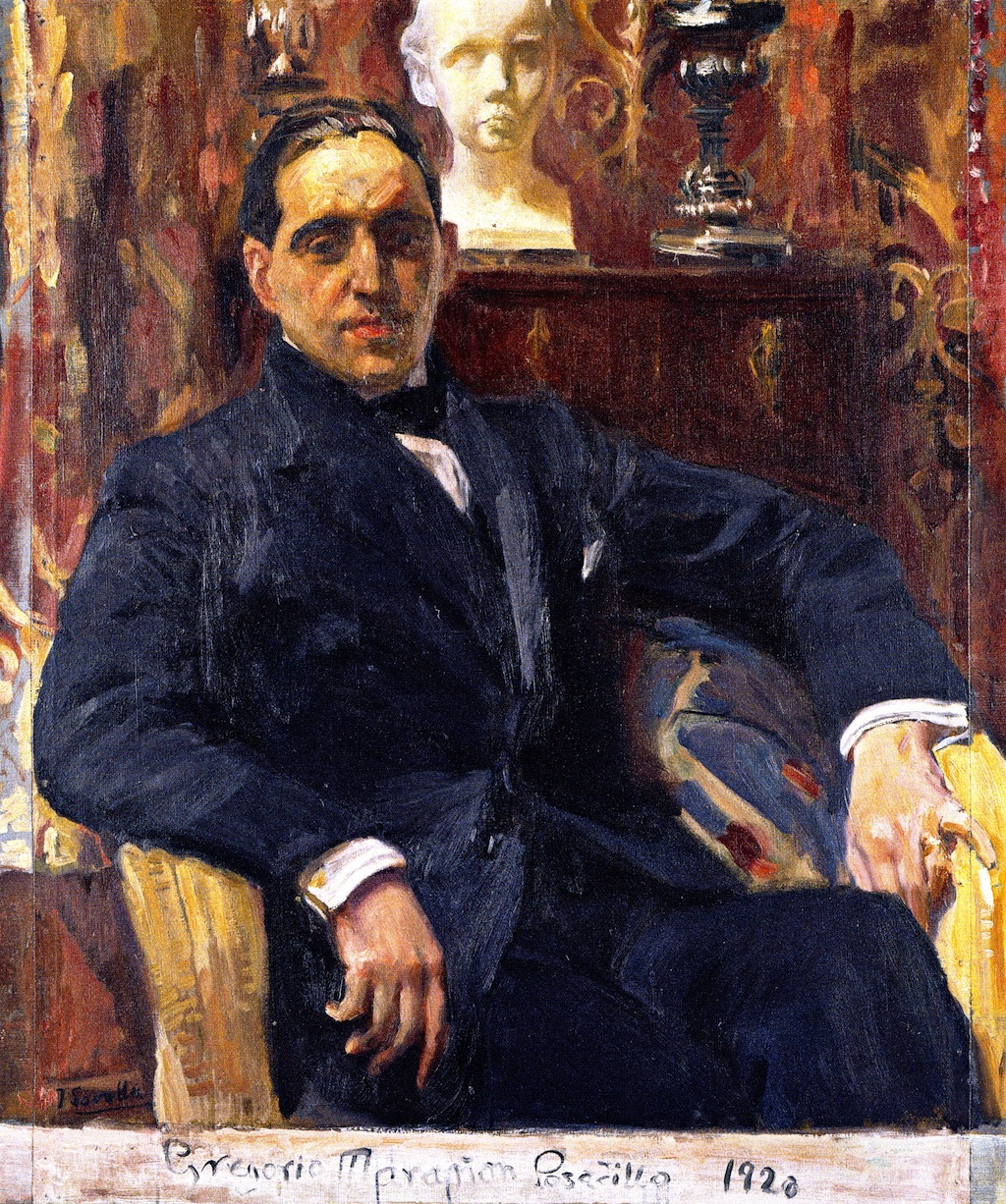
Gregorio Marañón. Retrato de Joaquín Sorolla, 1920

A principios de 1948, fue convocada una reunión en Madrid de los principales representantes de las escuelas de Patología Médica de Madrid y Barcelona, que propició la posterior creación de la Sociedad Española de Reumatología, el 5 de junio de 1948, principalmente por parte de los Profesores Agustín Pedro Pons de Barcelona (fundador y primer presidente de la Sociedad, entre marzo y mayo de 1956), Gregorio Marañón y Carlos Jiménez Díaz, ambos de Madrid (fundadores y presidentes de honor de su primera junta).
Sin embargo, la nueva Especialidad de Reumatología no sería oficial en España hasta 1952, en que fue reconocida por el Ministerio de Educación, y el funcionamiento real de la SER no comenzó hasta 1956, tras levantarse acta de su reunión inicial en el mes de marzo, y con la primera presidencia efectiva de la Sociedad por parte del Doctor Pedro Barceló Torrent, de la escuela del Profesor Pedro Pons, que ocupó el cargo desde 1956 hasta 1968. El primer Congreso Científico de la Sociedad, se celebró ese mismo año de 1956, en la ciudad de Málaga.
En 1966, la SER fue inscrita con los números 3.459 y 509, nacional y territorial, respectivamente, en la Sección 1.ª del Registro Nacional de Asociaciones del Ministerio del Interior.
En los años 70 es elegido presidente el Doctor Pedro Fernández del Vallado, que era de la escuela del Profesor Jiménez Díaz, y uno de los referentes de la especialidad en España, y en esta etapa de consolidación de la Sociedad, se crea la Liga Reumatológica Española (LIRE), en septiembre de 1973, una asociación civil complementaria de la SER por su carácter social y no científico, con el objetivo de conocer la situación de la Reumatología, para poder divulgar sus tratamientos y, finalmente, pasar a ser una asociación controlada por los propios pacientes. 
En enero de 1974, se funda la Revista Española de Reumatología (RER), como órgano de divulgación, formación y expresión científica de la Sociedad. 
En 1974-75, la colaboración entre la SER y la recién creada LIRE propició que la actualidad médica española se centrase en la especialidad de reumatología, al organizarse distintos simposios sobre aspectos de los pacientes reumáticos y el tratamiento y diagnóstico de sus enfermedades, reuniendo en España a los especialistas internacionales de la materia, y acudiendo, con una importante representación española, al Congreso Europeo de Reumatología celebrado en Helsinki en 1975.
En octubre de 1975, se organiza en Madrid la primera Reunión Internacional de reumatología entre la SER, la Heberden Society de Reino Unido y el Dixie Joint Club de USA, con el asesoramiento técnico y patrocinio de Merck Sharp & Dhome (Merck & Co), analizándose la situación de la Reumatología en esos momentos, por los "más destacados" especialistas ingleses, norteamericanos y españoles.
En 1976 se limitan los años de presidencia de la Sociedad a un máximo de dos por presidente y en 1978, el Consejo y Comisiones Nacionales de Especialidades Médicas establecieron el sistema MIR (Médico Interno Residente) de docencia y especialización. Las primeras plazas MIR para la especialidad de Reumatología se convocaron en 1979, con una duración de cuatro años de residencia.
El 25 de mayo de 1995, en el XXI Congreso Nacional de reumatología, la SER aprobó la creación de la Fundación Española de Reumatología (FER), constituyéndose la misma el 4 de mayo de 1999.
En el año 2003 se crea la Unidad de Investigación de la Sociedad Española de Reumatología, una iniciativa pionera en España por parte de una sociedad científica, con el fin de promover una investigación de calidad en la reumatología española.
En marzo de 2005 se acuerda la fusión de la Revista Española de Reumatología (RER) con la revista reumatológica del Colegio Mexicano de Reumatología, naciendo la nueva revista de la SER, Reumatología Clínica.

## Funcionamiento y Objeto

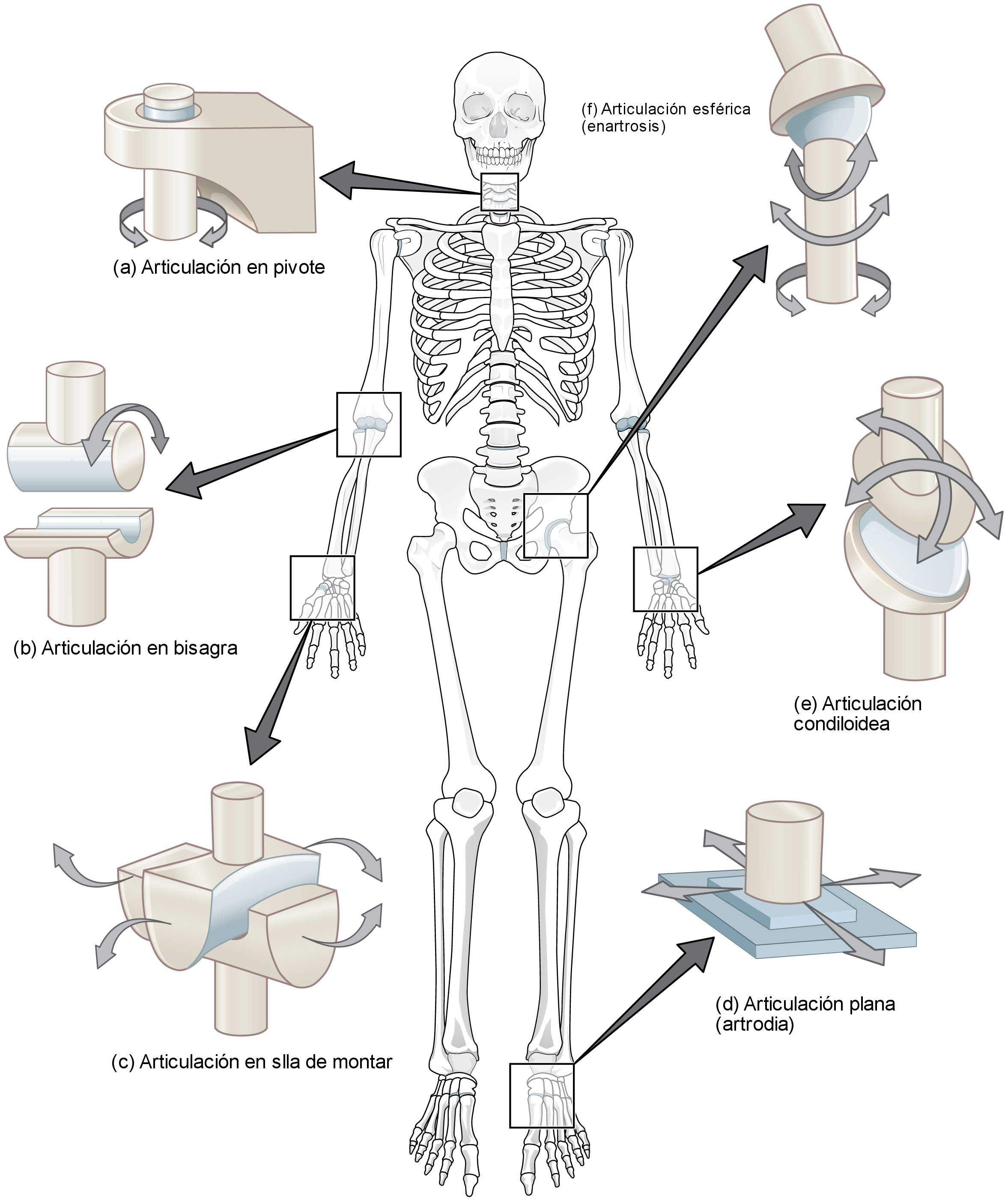
Articulaciones que pueden verse afectadas por las dolencias reumáticas

La Sociedad Española de Reumatología (SER) está constituida como una asociación científica, que carece de ánimo de lucro, y cuyo objeto está orientado en favorecer la difusión y el conocimiento de las afecciones reumaticas entre la población general, así como potenciar la formación médica en esta materia, mediante la elaboración de proyectos y estudios de investigación en Reumatología. Presta también su apoyo a los pacientes con enfermedades reumáticas mediante su relación con asociaciones de pacientes, siempre con el objetivo de mejorar su calidad de vida. Igualmente procura la evolución y avance de la especialidad de reumatología, amparando  los intereses generales de los reumatólogos en el seno de la Medicina como profesión.
La SER se ocupa también de organizar y celebrar los congresos nacionales de la especialidad de reumatología, que entre  1956 y 1997 eran interanuales y se celebraban cada dos años, pero a partir de 1998 estos eventos se empezaron a desarrollar anualmente, debido  al incremento de los trabajos científicos remitidos y a la propia demanda de los médicos asistentes. En mayo de 2018 se celebró el XLIV Congreso Nacional de la Sociedad Española de Reumatología, en la ciudad de La Coruña, conmemorandose el 70 aniversario de la creación de la SER.
En España se estima que uno de cada cuatro adultos padece alguna enfermedad reumática. Se trata de enfermedades con una alta repercusión social, que constituyen el campo de actuación de la SER y que sin embargo continúan siendo desconocidas por una gran parte de la población. Lo anterior ha propiciado una labor de información y concienciación por parte de la SER en España, con actuaciones como la campaña desarrollada bajo el lema: “Ponle nombre al reuma”, que trataba de instruir a la sociedad sobre estas enfermedades y acercar la especialidad de reumatología y la propia SER a la población en general, a través de las redes sociales, mediante la publicación en las mismas de videos informativos, recordando que estas enfermedades además de afectar adultos, también pueden tener repercusión en niños y adolescentes, en algunas de sus variantes.
Igualmente, la Sociedad Española de Reumatología (SER), y su fundación (FER), crearon una sección de información acerca de las características de las enfermedades reumáticas más comunes, por la relevancia de su diagnóstico precoz, para conseguir un tratamiento más eficaz o por su importancia para una correcta información al paciente, si se producen progresos en la investigación de las mismas.
La Sociedad Española de Reumatología ha desarrollado una App-SER. Se trata de una aplicación para teléfono inteligente, que fue presentada en el IX Simposio de Artritis Reumatoide organizado en la ciudad de Valencia por la SER, y que puede utilizarse tanto por los profesionales sanitarios relacionados con el campo de la Reumatología, como por los pacientes con dolencias reumáticas, que pueden obtener información de utilidad sobre las mismas, o localizar de forma rápida a los médicos reumatólogos más cercanos a su domicilio, a través de un geolocalizador incorporado a la aplicación.

## Composición
La SER se rige por sus propios estatutos y en su defecto por la Ley Orgánica reguladora del derecho de Asociaciones (Ley 1/2002, de 22 de marzo). Sus Órganos de Gobierno son la Asamblea General y la Junta Directiva.
La Asamblea General es el órgano superior de gobierno de la Sociedad y viene formado por todos sus miembros. Se reúne una vez cada año, coincidiendo con la organización del congreso nacional de la especialidad. Su funcionamiento viene determinado en los estatutos de la SER con las siguientes atribuciones:
- Determinar las directrices a que habrá de ajustarse la actividad de la Asociación.
- Modificar los Estatutos.
- Ratificar las admisiones de socios y acordar su baja cuando proceda.
- Designar los componentes de la mesa electoral.
- Aprobar los presupuestos anuales y las cuentas.
- Fijar la cuantía de las cuotas que deberán pagar los asociados.
- Aprobar la gestión de la Junta Directiva.
- Promover y llevar a la práctica todo lo que sea conveniente para los fines de la Asociación."

La Junta Directiva está compuesta por el Presidente, dos Vicepresidentes, el Secretario General, un Vicesecretario, un Tesorero, un Contador y los Vocales correspondientes. Es el órgano de ejecución de los acuerdos de la Asamblea General y de administración ordinaria de la Sociedad, funcionando en régimen de Comité Ejecutivo o con carácter plenario.
La SER engloba a más de 1.800 profesionales sanitarios, la mayor parte reumatólogos, pero también miembros de otras especialidades relacionadas con las patologías reumáticas como Enfermería, Biología, Fisioterapia... La Sociedad Española de Reumatología sostiene alianzas con otros organismos de interés y, en especial, tiene una estrecha relación con las sociedades autonómicas de Reumatología de todo el país, con EULAR (Liga Europea contra los Reumatismos) y con otras sociedades internacionales de Reumatología.

## Presidentes

### Con reelección
- 1956-60 y 60-68 Dr. Pedro Barceló Torrent
- 1968-70 y 70-72 Dr. José Borrachero del Campo
- 1972-74 y 74-76 Dr. Pedro Fernández del Vallado López

### Sin reelección
- 1976-1978 Dr. Jaime Rotés Querol
- 1978-1980 Dr. Juan Gijón Baños
- 1980-1982 Dr. Daniel Roig Escofet
- 1982-1984 Dr. Antonio Castillo Ojugas
- 1984-1986 Dr. Domingo Salvatierra Ríos
- 1986-1988 Dr. Enrique Asensi Roldós
- 1988-1990 Dr. Enrique Noguera Hernando
- 1990-1992 Dr. Pedro Barceló García
- 1992-1994 Dr. Eliseo Pascual Gómez
- 1994-1996 Dr. Manuel Figueroa Pedrosa
- 1996-1998 Dr. Gabriel Herrero- Beaumont
- 1998-2000 Dr. Armando Laffon Roca
- 2000-2002 Dr. Emilio Martín Mola
- 2002-2004 Dr. Jordi Carbonell Abello
- 2004-2006 Dr. Jesús Tornero Molina
- 2006-2008 Dr. Josep Blanch i Rubió
- 2008-2010 Dra. Rosario García de Vicuña
- 2010-2012 Dr. Eduardo Úcar Angulo
- 2012-2014 Dr. Santiago Muñoz Fernández
- 2014-2016 Dr. José Vicente Moreno Muelas
- 2016-2018 Dr. José Luis Andréu Sánchez
- 2018-2020 Dr. Juan J. Gómez-Reino Carnota[28]